# Al-Muhafazat asz-Szimalijja
Al-Muhafazat asz-Szimalijja (arab. المحافظة الشمالية) – jedna z 4 muhafaz w Bahrajnie. Od wschodu graniczy z muhafazą al-Asima, od południa i wschodu z al-Dżanubijja, od zachodu ma natomiast dostęp do Zatoki Perskiej. Do muhafazy należy wyspa Umm an-Nasan. Po zmianach w podziale administracyjnym w 2014 zostało przyłączone do niej część terytorium zniesionej muhafazy al-Wusta.
Muhafizem jest Ali ibn asz-Szajch Abd al-Husajn al-Usfur.

## Demografia
Według spisu ludności przeprowadzonego w 2018 muhafazę zamieszkiwało 363 159 osób.